# Say Uncle 2 Hard for Hip Hop
Say Uncle 2 Hard for Hip Hop – drugi z kolei mixtape nagrany przez Uncle Murda wraz z DJ-em Green Lanternem. Jest to bardzo brutalny, ale zarazem najbardziej profesjonalny mixtape w karierze Uncle Murda. Tytułem i samym materiałem raper przekonuje fanów, że jest zbyt mocny dla hip-hopu.

## Lista utworów
1. „African Bootlegger” (Intro) – 0:44
2. „2 Hard for Hip Hop” – 2:31
3. „Without My Click GMG” – 1:48
4. „Suicide” – 3:18
5. „Cough Up a Lung” – 3:31
6. „Broke Niggaz Shit” – 0:33
7. „Getting Money Gangstaz” – 3:19
8. „Mind Full of Demons” – 3:42
9. „Body Armor” (Skit) – 0:29
10. „I Shot the Sheriff” – 4:39
11. „Murderer Pt.2” feat. Akon – 4:01
12. „Poppin' Niggaz” (Skit) – 0:28
13. „Ride on My Enemies” – 3:13
14. „I Dare Niggaz to Say My Name” – 2:14
15. „Africans” (Skit) – 0:15
16. „Hood Rulez Apply” – 2:16
17. „Been Thru the Storm” – 3:37
18. „Tell 'Em What They Want to Hear” – 3:05
19. „Africans” (Skit) – 0:36
20. „A Green Beat and Some Green” – 2:47
21. „Murda Old Shit” (Skit) – 0:13
22. „Shootin' & Missin'” – 3:36
23. „Set Up for the Jux Shit” – 0:50
24. „Kick, Push” – 3:32
25. „How to Dead Beef" – 2:18
26. „Gun With a Body” feat. Maino – 3:35
27. „Murderer Pt.1” – 4:47
28. „We Gunnin'” – 1:54
29. „Ride 4 Me” – 2:14